# Филимонки (усадьба)
Уса́дьба Филимонки (также: Филимонцы) расположена на территории Новой Москвы, за МКАДом, по адресу: посёлок Филимонки, на берегу реки Ликова.

## История
Усадьба Филимонки начала XIX века (известна с 1801 года) была выстроена генерал-майором Дмитрием Васильевичем Измайловым. Он построил дом в стиле классицизма, разбил липовый парк и создал на реке каскад прудов с островами.
В настоящее время находится в аварийном состоянии. Главный дом, в котором проживала основательница Князе-Владимирского монастыря, сестра князя Владимира Святополк-Четвертинского Вера (позднее - филимонковская школа, затем - склады Марьинской птицефабрики) сгорел в 2006 году. Сохранился флигель и парк. Остальные постройки к 2012 году пришли в полнейший упадок. Усадьба имеет статус памятника архитектуры федерального значения. В марте 2025 года объявлено о планах по воссозданию усадьбы.

## Архитектура
На окраине Филимонок, на высоком берегу реки Ликовки, на противоположном берегу от полуразрушенного Князе-Владимирского монастыря, среди одичавшего парка стоял (пока не сгорел летом 2006 года) усадебный дом XIX в. жёлтой окраски, украшенный бельведером (крытой беседкой) на крыше. Ныне усадебный дом вообще не существует: в пожаре уцелела только колоннада первого этажа.
Архитектура здания сочетает черты древнерусского, византийского, романского зодчества. 
Архитектор главного дома усадьбы неизвестен.
В начале XIX века Д.В. Измайлов полностью перестроил ветхую усадьбу Филимонки, возведя не очень большой, но солидного вида ампирный особняк в два этажа.  Дом Измайлова получился внушительным — с массивными стенами, широкими фронтонами, мини-колоннадой в два этажа и бельведером. Выглядел он, как «вырубленный из скалы», хотя на самом деле был деревянным. В таком виде имение к середине XIX века досталось Святополк-Четвертинским.

## Настоящее время
В настоящее время военно-исторический лагерь «Партизанский край».
Объект культурного наследия федерального значения.